# Der Liebe Pilgerfahrt
Der Liebe Pilgerfahrt ist ein 1922 entstandenes, deutsches Stummfilmdrama des sowjetischen Regisseurs Jakow Protasonow mit Grete Diercks und Gustav von Wangenheim in den Hauptrollen.

## Handlung
Im Zentrum der Handlung steht der Leidensweg von Karin und Egil, die sich seit früher Kindheit kennen und einander sehr mögen. Als beide elternlos werden, gestaltet sich das Leben der Vollwaisen zu einer einzigen großen Herausforderung, die jedoch ihre treue Freundschaft niemals ernsthaft in Frage stellen wird, auch wenn zunächst eine lange Phase der Trennung voneinander folgt. Seit der ultimativen Trennung sind nun 18 Jahre vergangen. Daniel hat in der Zwischenzeit Medizin studiert und ist heute ein anerkannter Arzt in einem Krankenhaus. Er lebt gemeinsam mit seinem älteren Freund, dem Oberlehrer Dr. Daniel Bornemann, in einer Art Männer-WG. Seine Karin von einst hat Egil nie vergessen.
Schließlich finden die beiden durch einen schweren Schicksalsschlag erneut zusammen. Karin ist stark heruntergekommen und trägt ein Baby mit sich. Schwer erkrankt hat sie sich in dasjenige Krankenhaus geschleppt, in dem Egil seinen Dienst leistet. Anfänglich ist er von Karins Erscheinung entsetzt und will sich zunächst von ihr abwenden. Egil erfährt von ihrem schweren Leidensweg: Der Säugling in Karins Armen ist die Frucht einer Beziehung zu einem Maler, der sie einst vor dem Hungertod rettete. Nun, wo der Künstler gestorben ist, wurde Karin der Boden unter den Füßen weggezogen und sie weiß weder ein noch aus. In Egil erwachen die alten Gefühle zu seiner Jugendliebe, und wenn auch seine Eifersucht einem Glück mit ihr zeitweilig im Wege steht, so ist es doch schließlich für jeden ersichtlich, dass Karin und Egil zusammengehören.

## Produktionsnotizen
Der Liebe Pilgerfahrt entstand von Oktober bis Dezember 1922 im UFA-Union-Atelier in Berlin-Tempelhof, passierte am 29. Dezember desselben Jahres die Filmzensur und wurde am 13. Januar 1923 in Berlins Tauentzienpalast uraufgeführt. Der Sechsakter besaß  eine Länge von 2000 Meter.
Die Filmbauten gestaltete Jack Winter.

## Kritik
Wiens Kino-Journal verortete „eine sehr spannende Geschichte“ und kam zu folgendem Schluss: „Es sind dies Bilder von ganz eigenem Reiz, die sehr gut gefallen werden.“